# ATTRAKT
ATTRAKT（韓語：어트랙트，中文：亞特雷特）是一間韓國娛樂經紀公司。由全洪俊於2021年創立，目前旗下藝人有團體FIFTY FIFTY。

## 歷史

### 2021年-2022年
2021年6月11日，公司由全洪俊於韓國正式成立。
2022年11月8日，旗下推出的第一組女團FIFTY FIFTY正式出道。

### 2023年
7月3日，由於日前FIFTY FIFTY成員被公司指控試圖違約，公司代表全洪俊公開了在5月9日與韓國華納音樂副總的通話錄音檔，音檔中得知FIFTY FIFTY音樂製作的公司The Givers公司老闆安成日，未在全洪俊代表的同意下，單方面主導與韓國華納音樂提出團體FIFTY FIFTY的200億韓元收購。
9月3日，近日新加坡投資公司Evergreen Group Holdings的代表David Yong與全洪俊會面，簽署了一項投資協定，並已完成資金轉移。

### 2024年
8月9日，由於在2023年與FIFTY FIFTY成員的糾紛，團體經過重組後，公司正式公開FIFTY FIFTY的原成員KEENA與四名新成員的樣貌。並將在9月20日以5人團體回歸。
8月，David Yong因涉嫌詐騙被拘留等事實被揭露。據悉，David Yong曾投資6億購買Attrackt的1%股份，而在簽訂投資協定後，100億韓元投資沒有實際進展，ATTRAKT強調沒有受David Yong詐騙事件影響。

## 旗下藝人
- FIFTY FIFTY：第二期成員：KEENA、CHANELLE MOON、YEWON、HANA、ATHENA

## 已離開藝人
- FIFTY FIFTY
  - 第一期成員：Saena、Sio、Aran（2022-2023年）